# プラット・アンド・ホイットニー・カナダ PT6

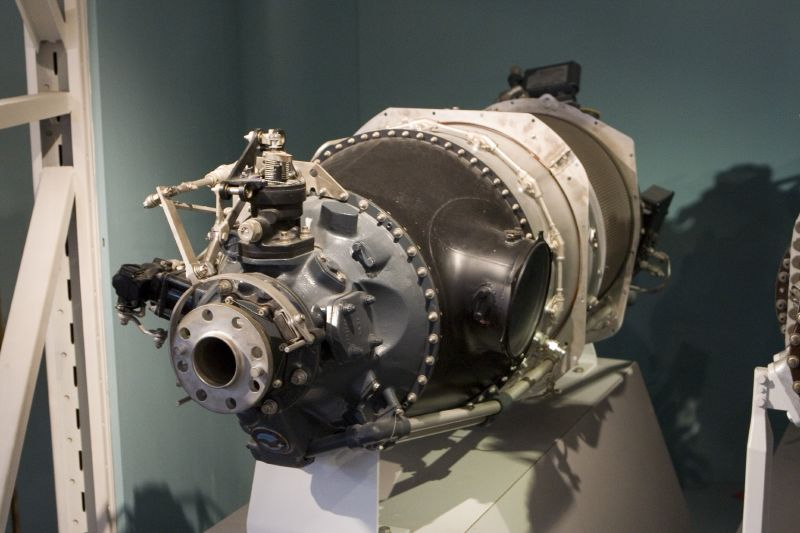
カナダ航空宇宙博物館に展示中のPT6

プラット・アンド・ホイットニー・カナダ PT6（英語：Pratt & Whitney Canada PT6）は航空機史上最も普及したターボプロップ航空用エンジンの一つで、プラット・アンド・ホイットニー・カナダ社によって製造される。PT6系列は複数の型式において平均故障間隔（Mean Time Between Failures, MTBF）が9,000時間を越える卓越した高信頼性で知られるため、100を超える航空機での採用が行われている。
アメリカ軍での使用における識別番号は「T74」または「T101」である。主要な派生型は幅広く使用される軸馬力が580shpから920shpまでの「PT6A」となり、大出力エンジン系統で最大な物は1,940 shp (1,450 kW)である。また「PT6B」と「PT6C」はヘリコプター用のターボシャフトエンジン仕様となる。

## 設計と開発

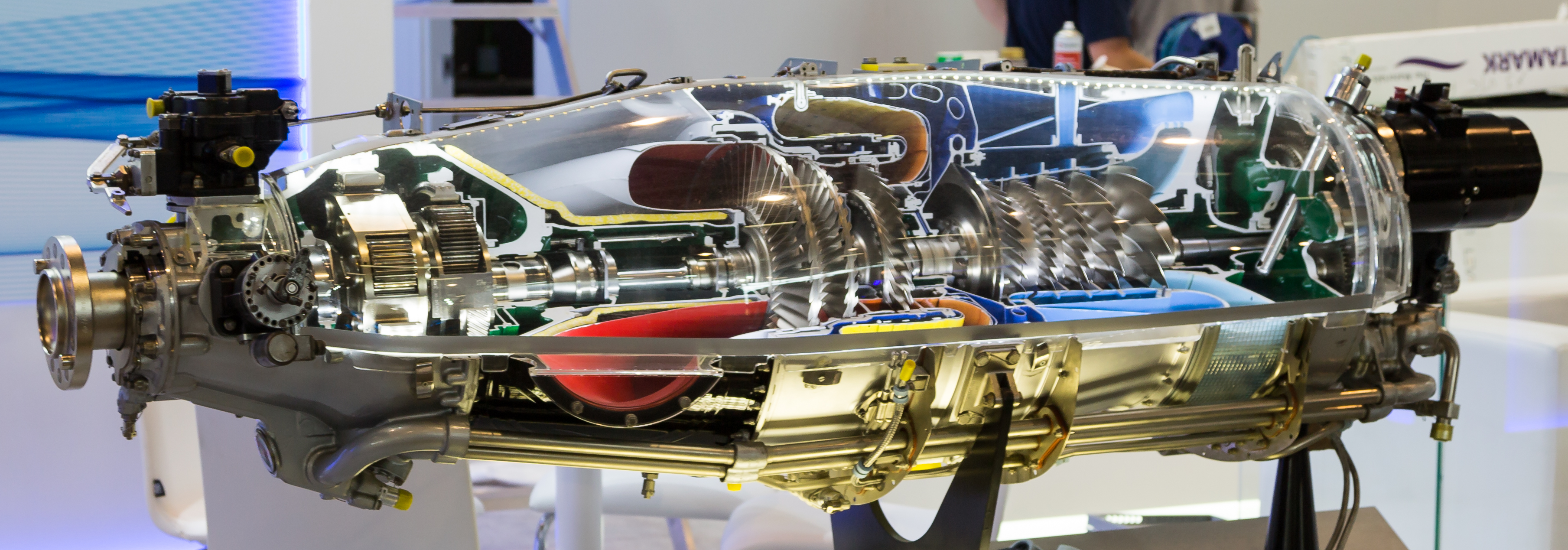
PT-6エンジンのカットモデル

1956年、PWCの社長のRonald Rileyはより高出力で高出力重量比のエンジンの需要を予見しており、技術主任のDick Guthrieに既存のレシプロエンジンを代替するターボプロップの開発を要請した。プラット・アンド・ホイットニー・ワスプ星型エンジンは当時でも尚、強力で製造ラインは堅調で採算も良好だった。RileyはGuthrieに100,000カナダドルの予算を与えた。Guthrie はオタワのカナダ国家研究評議会とオンタリオのオレンダ・エンジンズから若手の技術者を雇い入れた。
1958年、グループは450軸馬力の出力のターボプロップの開発を開始した。最初のエンジンの運転に成功したのは1960年2月だった。最初の飛行試験は1961年5月30日にデ・ハビランド・カナダのオンタリオ州ダウンズビューの施設でビーチ 18航空機で実施された。1963年から量産が開始され次の年から就航した。2001年には40周年の祝賀飛行が実施され、他の派生型を含まない36,000基以上のPT6Aが出荷された。このエンジンは100型式以上の異なる機体に採用される。
本エンジンではガス発生器とパワータービンが分離されており、自動車のトルクコンバータのようにエンジンの回転数と出力の回転数を分離している。また、始動時にパワータービンを回す必要が無いため、点火はガス発生器のみの始動で部分的な寒冷気候においてもエンジンは容易に始動する。エンジンは整備のために容易に分割可能な2区画で構成される。高温・短寿命となる燃焼器などはプロペラに近い部分にまとめてあり、エンジンを機体に固定したままこの区画を点検・交換することができる。
空気はエンジン側面のフィルタを通ってガス発生器区画の低圧軸流式圧縮機へと流入する。これは小中型機では3段式で大型機では4段式である。空気は単段の遠心式圧縮機へ流れアニュラ型燃焼器へ送られ、最終的に単段圧縮機駆動タービンを約45,000 rpmで駆動する。ガス発生器からの高温ガスは分割されたエンジンの出力区画へ流れ、出力タービンを駆動する事により出力軸では約30,000 rpmである。ターボプロップの用途においてはこの出力は2段の遊星歯車減速機で1,900 から 2,200 rpmに減速してプロペラを回す。排気ガスは出力タービンの側面の排気口から排出される。エンジンは出力タービンを燃焼器の内側に配置する事により全長を短縮する。

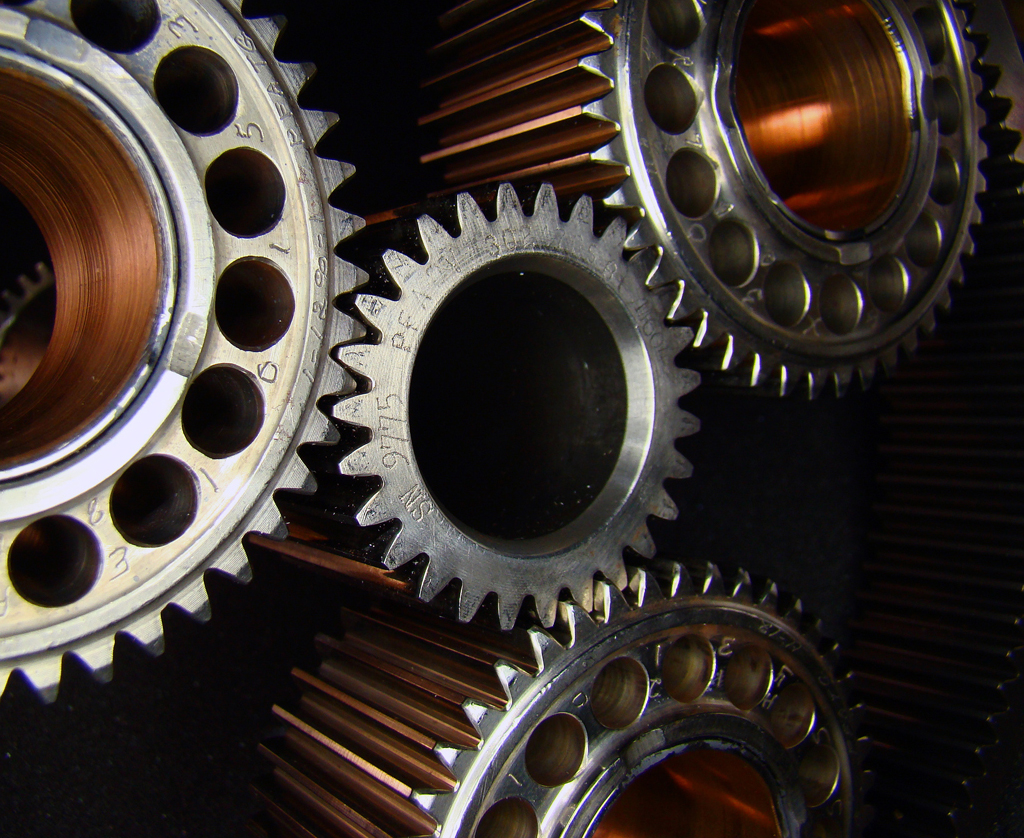
プラット・アンド・ホイットニー・カナダ PT6ガスタービンエンジンの遊星歯車減速機

PT6を搭載する大半の航空機はナセル内に後方を向いて収めるので吸気口は航空機の後部を向く。この配置により出力部はナセルの前方で長い軸を必要とせずに直接プロペラを駆動できる。吸気は通常エンジンの下部に設置されたダクトを流れ2本の排気管から直接後部へ排気される。この配置は同様に整備時においてプロペラを外すだけでガス発生器区画が露出する事が企図される。同様に不整地での運用下において異物吸い込み時に吸気口内の分離装置によって外部へ排出する事を企図する。
PT6の複数の他の派生型は長年使用される。出力タービンを追加して減速比を大きくしたPT6A largeは出力が約2倍の1,090 から1,920 shp (1,430 kW)である。PT6Bはヘリコプターターボシャフト型はフリーホイールクラッチを備えた減速機と出力タービン調速機を特徴として4,500 rpmでの出力は1,000 hp (750 kW)である。ヘリコプター用のPT6Cは単体の側方排気で30,000 rpmでの出力は2,000 hp (1,500 kW)である。
PT6T ツインパックでは2基のPT6エンジンで共通の出力軸の減速ギアボックスを駆動して出力はおよそ6,000 rpmで2,000 hp (1,500 kW)である。ST6は元はUAC ターボトレイン用だが、後に定置用も開発されその他に航空機の補助動力装置用もある。
デ・ハビランド・カナダがPT6 Largeのおよそ2倍の出力の超大型のエンジンに関して打診したとき、プラット・アンド・ホイットニー・カナダはPT7として知られる新設計を提示した。これの開発中にプラット・アンド・ホイットニー・カナダ PW100に改名された。PT6とPW100のようなターボプロップではバイパス比が50以上になるが、 プロペラの気流はターボファンよりも遅い。
ST6B-62とSTN 6/76はフォーミュラレーシングカー（「STP-パクストン・ターボカー」と「ロータス・56」）に使われた。

## 採用実績

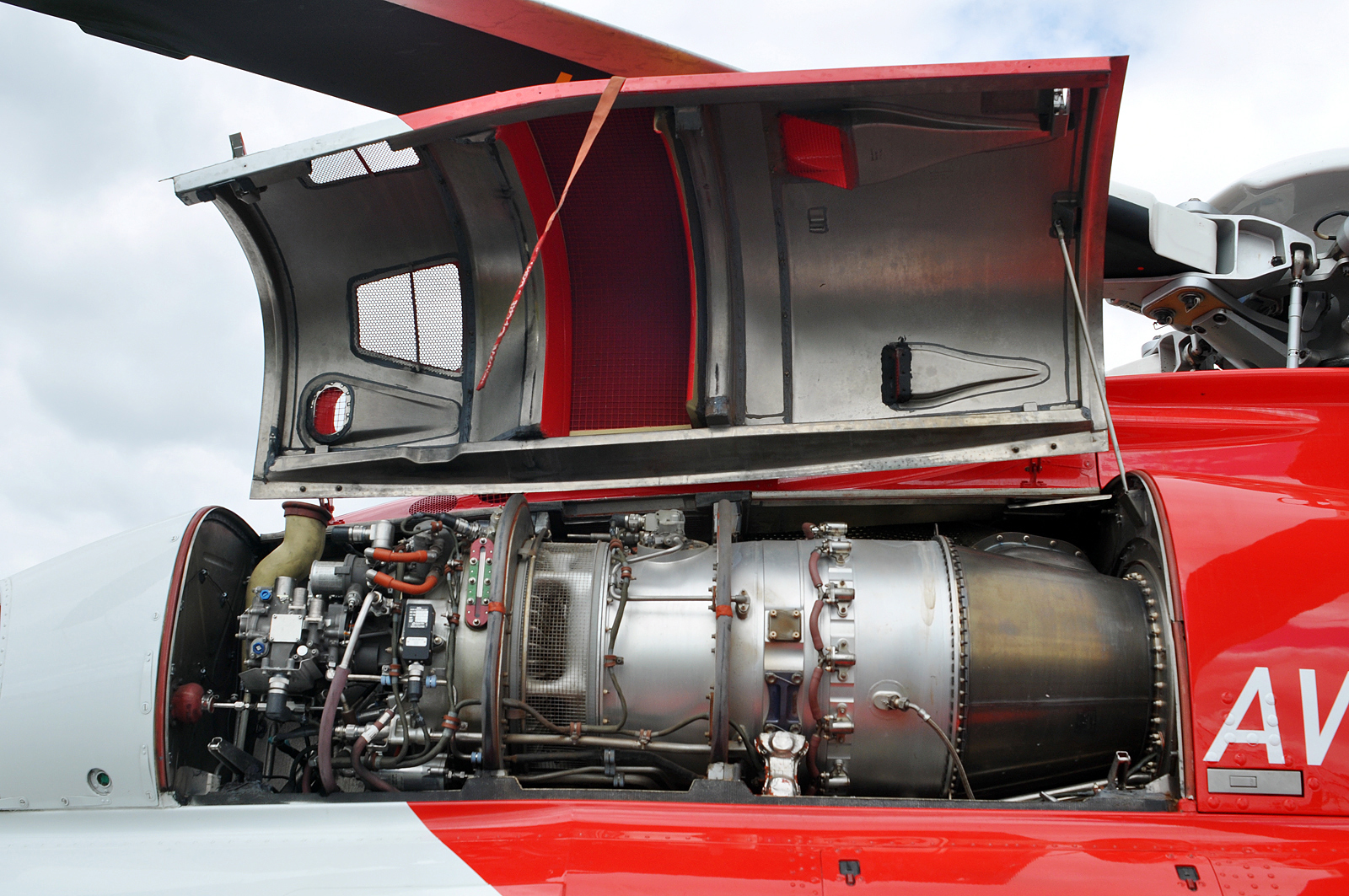
アグスタウエストランド AW139に搭載されるPT-6Cエンジン

PT6A
- AASI ジェットクルーザー（英語版）
- エアロコマンダー 500
- Ae 270（英語版）
- AHRLAC アラック（英語版）
- エア・トラクター AT-400
- エア・トラクター AT-501（英語版）
- エア・トラクター AT-602（英語版）
- エア・トラクター AT-802（英語版）
- グラマン G-21 グース
- An-28
- エアーズ スラッシュ（英語版）
- バスラー BT-67（英語版）
- ビーチクラフト 1900
- ビーチクラフト モデル 99（英語版）
- ビーチクラフト ボナンザ
- ビーチクラフト C-12 ヒューロン
- ビーチクラフト キングエア
- ビーチクラフト ライトニング（英語版）
- ビーチクラフト モデル 18
- ビーチクラフト モデル 87
- ビーチクラフト モデル 99（英語版）
- ビーチクラフト RC-12 Guardrail
- ビーチクラフト RU-21C Ute
- ビーチクラフト スターシップ
- ビーチクラフト スーパーキングエア
- T-6 テキサンII
- ビーチクラフト T-34C ターボメンター
- ビーチクラフト T-44 ペガサス
- ベリエフ Be-30（英語版）
- カリドゥス B-250（英語版）
- CASA C-212 series 300P
- セスナ 208 キャラバン
- セスナ 210（英語版）
- セスナ 404（英語版）
- セスナ 408
- セスナ 421（英語版）
- セスナ 425（英語版）
- コンエア ファイヤーキャット（英語版）
- コンロイ トライターボスリー（英語版）
- デ・ハビランド・カナダ DHC-2 Mk. III Turbo Beaver
- デ・ハビランド・カナダ DHC-2T Turbo Beaver[14]
- デ・ハビランド・カナダ DHC-3 Otter ターボプロップ換装型
- デ・ハビランド・カナダ DHC-6
- デ・ハビランド・カナダ DHC-7
- ドミニオン スカイトレーダー（英語版）
- Dornier Do 128 ターボ・スカイサーバント
- ドルニエ シースター
- ダグラス DC-3 ターボプロップ換装型
- エピック LT（英語版）
- エンブラエル EMB 110
- エンブラエル EMB 121
- エンブラエル EMB-312
- エンブラエル EMB-314
- Frakes Mohawk 298
- Frakes Turbocat
- ガルフストリーム アメリカンハスラー 400（英語版）
- グラマン マラード ターボプロップ換装型
- グラマン グース ターボプロップ換装型
- Y-12
- ヘリオ スタリオン（英語版）
- IAI アラバ
- IAI エイタン（英語版）
- インドネシアン エアロスペース N-219（英語版）
- パイパー JetPROP DLX
- ケストレル K-350（英語版）
- KT-1
- L-410 ターボレット
- ランスエア エヴォリューション（英語版）
- NAL サラース（英語版）
- NDN フィールドマスター（英語版）
- NDN ファイヤークラッカー（英語版）
- PSC 750XL（英語版）
- PSC クレスコ（英語版）
- ピアッジョ P.180 アヴァンティ
- ピラタス PC-6
- ピラタス PC-7
- ピラタス PC-9
- ピラタス PC-12（英語版）
- ピラタス PC-21
- パイパー PA-31（英語版）
- パイパー PA-31T（英語版）
- パイパー PA-42（英語版）
- パイパー PA-46-500TP メリディアン
- パイパー T1040（英語版）
- PZL-130T
- PZL ミエレッツ M-18（英語版）
- PZL ミエレッツ M28 スカイトラック（英語版）
- クエスト コディアック
- ランスセスナ F406（英語版）
- サウンダース ST-27（英語版）
- スケールド コンポジット ATTT（英語版）
- ショート 330
- ショート 360
- ショート C-23（英語版）
- ソカタ TBM
- スペクトラム SSA-550（英語版）
- スウェアリンジェン マーリン（英語版）
- TAI ヒュルクシュ（英語版）
- バイカル バイラクタル アクンジャ（英語版）

- C-47ATP

PT6B ターボシャフトエンジン
- アグスタ A119 コアラ
- アビコプター AC313（英語版）
- SA 321
- ロッキード XH-51（英語版）
- シコルスキー S-76
- アグスタウェストランド リンクス

PT6C ターボシャフトエンジン
- ユーロコプター EC 175
- アグスタウエストランド AW139
- アグスタウエストランド AW609
- ベル 204（英語版）

PT6D
- ソロイ パスファインダー 21（英語版）

PT6E
- ピラタス PC-12（英語版）

ST 6
- UAC ターボトレイン
- STP-パクストン・ターボカー

STN
- ロータス・56

## 仕様諸元 (PT6A-6)
一般的特性
- 形式: ターボプロップ
- 全長: 62 in (1,575 mm)
- 直径: 19 in (483 mm)
- 乾燥重量: 270 lb (122.47 kg)

構成要素
- 圧縮機: 軸流式3段 + 遠心式1段圧縮機
- 燃焼器: アニュラ型 反転流 14基の単体燃焼器
- タービン: ガス発生器駆動タービン1段 + 出力タービン1段
- 使用燃料: MIL-F-5624E規格に適合する航空用ケロシン / JP-4 / JP-5
- 潤滑システム: 歯車型加圧、回収ポンプによる噴射装置と第2ポンプによるギアボックスの加圧

性能
- 出力: 578 hp (431 kW) 離陸時の回転数2,200 rpmでの出力に相当
- 全圧縮比（英語版）: 6.3:1
- 空気流量: 5.3 lb (2 kg)/秒
- 燃料消費率: 0.67 lb/hp/hr (0.408 kg/kW/hr)
- 出力重量比: 2.14 hp/lb (3.52 kW/kg)

出典: 
| 名称       | PT6A-11AG       | PT6A-50         | PT6A-68C            | PT6B-36A        | PT6B-37A          | PT6C-67B          | PT6C-67C            | PT6C-67E            | PT6T-6B             |
| ---------- | --------------- | --------------- | ------------------- | --------------- | ----------------- | ----------------- | ------------------- | ------------------- | ------------------- |
| 直径       | 483 mm          | 483 mm          | 483 mm              | 825 × 495 mm    | 495 mm            | 584 mm            | 584 mm              | 584 mm              | 825 × 1105 mm       |
| 全長       | 1.58 m          | 1.73 m          | 1.83 m              | 1.5 m           | 1.63 m            | 1.50 m            | 1.50 m              | 1.50 m              | 1.67 m              |
| 乾燥重量   |                 | 193 kg          |                     | 169 kg          | 172 kg            |                   |                     |                     |                     |
| 出力       | 550 kW (748 PS) | 705 kW (958 PS) | 1,175 kW (1,600 PS) | 732 kW (995 PS) | 747 kW (1,015 PS) | 895 kW (1,217 PS) | 1,252 kW (1,702 PS) | 1,324 kW (1,800 PS) | 1,469 kW (2,000 PS) |
| 比燃料消費 |                 | 353 g/ekWh      |                     | 0.581 lbs/shph  | 0.584 lbs/shph    |                   |                     |                     | 0.602 lbs/shph      |